# Glaciar Mueller

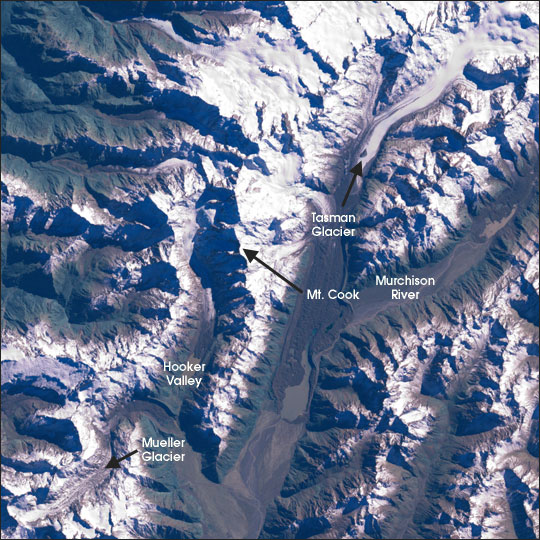
Imagen satelital de la región del Monte Cook, en la que se identifica el glaciar Mueller en la parte inferior izquierda.

El glaciar Mueller  es un glaciar de 13 kilómetros de longitud que fluye a través del Parque Nacional Aoraki / Mount Cook, en la Isla Sur de Nueva Zelanda. Se encuentra al oeste de Mount Cook Village, dentro de los Alpes del sur, y fluye aproximadamente en dirección noroeste de su névé cerca del Monte Montgomerie, antes de curvarse alrededor de la Cordillera Sealy a medida que se acerca a su terminación. Varios otros glaciares alimentan al glaciar Mueller a lo largo de su recorrido, incluidos los glaciares Frind y Huddleston. El glaciar termina en un pequeño lago terminal sin nombre, que también recibe agua de derretimiento del cercano Glaciar Hooker. Este lago es la fuente del río Hooker, un pequeño afluente del Río Tasman, que desemboca en el Lago Pukaki.
El glaciar fue nombrado en honor el botánico y explorador Alemán-australés Ferdinand von Mueller. La cabaña Mueller, ubicada en la cresta de la Cordillera Sealy al este del glaciar Mueller, también recibió su nombre en homenaje a Ferdinand von Mueller.
Con base en la datación de un liquen amarillo-verde del subgénero Rhizocarpón, se considera que el glaciar Mueller alcanzó su masa máxima durante La Pequeña Edad de Hielo entre los años 1725 y 1730. White Horse Hill, una pequeña colina al norte de Mount Cook Village, representa la morrena dejada por el glaciar durante ese período.